# دان سیگل
دان سیگل (انگلیسی: Don Siegel؛ ۲۶ اکتبر ۱۹۱۲ – ۲۰ آوریل ۱۹۹۱) تهیه‌کننده و کارگردان اهل ایالات متحده آمریکا بود.

## گزیده فیلم‌شناسی
- حکم (۱۹۴۶)
- حمله جسددزدها (۱۹۵۶)
- ردیف متهمان (۱۹۵۸)
- مردی با سگ شکاری (۱۹۵۹)
- قاتلان (۱۹۶۴)
- فریب کوگان (۱۹۶۸)
- دو قاطر برای خواهر سارا (۱۹۷۰)
- فریب‌خورده (۱۹۷۱)
- هری کثیف (۱۹۷۱)
- آسیاب بادی سیاه (۱۹۷۴)
- تیرانداز (۱۹۷۶)
- تلفن (۱۹۷۷)
- فرار از آلکاتراز (۱۹۷۹)